# A2744-JD
A2744-JD è una galassia estremamente distante, individuata grazie al Telescopio spaziale Hubble tramite il fenomeno della lente gravitazionale, osservando il massiccio ammasso di galassie Abell 2744, detto Ammasso di Pandora.
È così apparsa una triplice immagine puntiforme di colore rosso, per l'elevato redshift (z = ~ 10), di una galassia visualizzata ad un'epoca in cui l'Universo aveva intorno a 500 milioni di anni dopo il Big Bang (circa il 3% dell'età attuale) e la cui luce ha impiegato oltre 13 miliardi di anni per giungere fino alla Terra.
L'effetto della lente gravitazionale ha permesso di esaltare l'immagine di una galassia così distante ed estremamente debole aumentando la sua luminosità di circa 10 volte.
A2744 è una galassia primordiale di piccole dimensioni; si calcola che, riferendosi all'epoca a cui risale l'immagine, avesse un diametro di soli 850 anni luce, una massa di circa 40 milioni di masse solari ed un tasso di formazione stellare che si attestava su una stella ogni 3 anni.
L'età di A2744-JD pone questa galassia nella fase di reionizzazione nell'evoluzione dell'Universo, un momento in cui l'idrogeno extragalattico passava da forma neutra allo stato ionizzato. Si è ipotizzato che siano state proprie queste galassie, formatesi precocemente nella storia dell'Universo, una delle causa del processo di reionizzazione.